# جونیور آوونو
جونیور آوونو (انگلیسی: Junior Awono؛ زادهٔ ۲۰ نوامبر ۱۹۹۴) بازیکن فوتبال اهل کامرون است.
وی همچنین در تیم ملی فوتبال کامرون بازی کرده است.